# Otus elegans
Otus elegans (лат.) — вид птиц рода совок семейства совиных. Выделяют 4 подвида

## Описание
Представители данного вида имеют длину около 20 см, массу от 100 до 107 г. Серо-коричневая морфа имеет верх от желтоватого до серо-коричневого цвета. Красная морфа имеет более темный красновато-коричневый цвет. Глаза желтые.

## Рацион
В основном, представители этого вида ловят насекомых, таких как жуки, сверчки и кузнечики, а также пауков и мелких позвоночных.